# Pàlnik
Pàlnik (rus: Пальник) és un poble del krai de Perm, a Rússia, que el 2016 tenia 6 habitants.